# Trio d'orgue

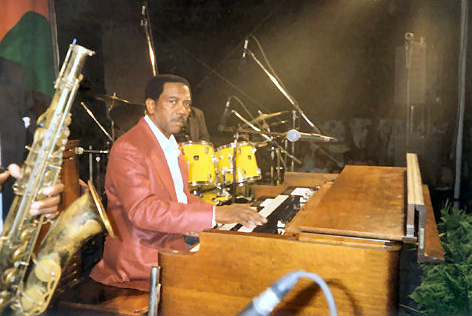
L'organiste Hammond Jimmy Smith lors d'un concert en Italie en 1994 ; le saxo et la batterie des autres membres du trio sont visibles sur cette photo.

Un trio d'orgue (anglais : organ trio) est un ensemble de jazz composé de trois musiciens : un joueur d'orgue Hammond, un batteur et un guitariste ou un saxophoniste de jazz. Dans certains cas, le saxophoniste se joint à un trio composé d'un organiste, d'un guitariste et d'un batteur, ce qui en fait un quatuor. 

## Caractéristiques
Les trios d'orgue étaient un type d'ensemble de jazz populaire dans les clubs et les bars dans les années 1950 et 1960, pratiquant un style de jazz basé sur le blues et incorporant des éléments de RnB. Le format du trio d'orgue se caractérisait par de longs solos improvisés et l'exploration de différentes « ambiances » musicales.
Dans les trios d'orgue, l'organiste Hammond joue plusieurs rôles, notamment les lignes de basse (soit sur le pédalier de basse, soit sur le clavier inférieur de l'orgue), les accords (comping) et les lignes mélodiques principales et les solos. Dans les trios d'orgue avec guitariste, ce dernier « remplit » généralement les parties musicales que l'organiste n'interprète pas. Par exemple, si l'organiste joue un solo et une ligne de basse, le guitariste peut jouer des accords.
Les trios d'orgue des années 1950 et 1960 jouaient souvent du soul jazz, un style imprégné de groove qui incorporait le blues, le gospel et le rhythm and blues. Les trios d'orgue des années 1970, comme le groupe de Tony Williams, Lifetime, jouaient du jazz-rock fusion. Dans les années 1990 et 2000, des trios d'orgue tels que Medeski, Martin and Wood et Soulive se sont impliqués dans la scène florissante des jam bands. 